# 塔普拉
塔普拉是巴西马托格罗索州的一个市镇。总面积11600.132平方公里，总人口10438人，人口密度0.9人/平方公里。